# Кевериш
Кевериш је било некада српско село, са западне стране близу Вршца, у Банату.

## Историја
Место су 1666. године посетили калуђери српског манастира Пећке патријаршије. Кевериш је српско село, а пришли су им кметови. записани су следећи приложници мештани: Нешко, Недељко, Паун, Јован, Марко, Стефан и Цветко.
Након рата и године 1739. дошли су у Меленце и насељеници из Кевериша.
Православна црква у селу Ритишеву је добила 1763. године, иконостас који је првобитном намењен цркви у Кеверишу. Био је то иконописачки рад зографа Георгија Ђаконовића.
Аустријски царски ревизор Ерлер је 1774. године констатовао да место "Кевериш", припада Вршачком округу и дистрикту. Становништво је тада било измешано српско и влашко.
За време аустријско-турског рата 1788. године Турци су опљачкали и уништили село.